# 岡本莉音
岡本 莉音（おかもと りおん、2001年（平成13年）5月12日 - ）は、日本のファッションモデル、女優。愛媛県出身。エイジアプロモーション所属していた。

## 経歴
2016年（平成28年）11月、「エイジアグループ Presents セルフィーオーディション2016」で応募総数1万1613人の中からグランプリに選ばれる。
集英社『Seventeen』の専属モデルを2018年3月号から務める。「ミスセブンティーン2017」ではファイナリストに選出されたものの加入はならず、悔しさをバネにして約半年後に行われたカメラテストオーディションに臨み、加入に至った。
2019年（平成31年）3月スタートのテレビ東京『イミテーションラブ』で、地上波ドラマ初挑戦にして初のヒロイン役を務める。
2019年4月1日、フジテレビ系の情報番組『めざましテレビ』のコーナーである「イマドキ」への正式出演が決定。

## 人物
- 特技 - ダンス、バレーボール[要出典]。
- 目標とするのは菜々緒[1]、永野芽郁[2]。
- “瀬戸内のシンデレラ”の愛称を持つ[3]。

## 出演

### 映画
- 仮面ライダー アマゾンズ THE MOVIE 最終ノ審判（2018年5月19日、東映）：イツミ 役
- ホリミヤ（2021年2月5日、ティ・ジョイ）：吉川由紀 役[4]
- 追想ジャーニー（2022年11月11日、セブンフィルム）：ゆりえ 役[5]

### テレビドラマ
- イミテーションラブ（2019年3月8日（3月7日深夜） - 3月28日（3月29日深夜） 、テレビ東京）：ヒロイン・檜木梨花 役[3]
- 恋の病と野郎組 第4話（2019年8月10日、BS日テレ）：ヒロイン・矢野真奈美 役
- おカネの切れ目が恋のはじまり 第2話（2020年9月22日、TBS）：武内美結 役[6]
- ホリミヤ（2021年2月17日 - 3月31日、MBS・TBS）：吉川由紀 役[4]
- 顔だけ先生 第7話・最終話（2021年11月20日・12月18日、東海テレビ・フジテレビ）：佐川希子 役

### WEB
- 月とオオカミちゃんには騙されない（2020年1月5日 - 3月29日 、AbemaTV）
- 恋の切れ目がおカネのはじまり? 第2話（2020年9月22日、Paravi）：武内美結 役[7]

### CM
- NHK「アマチュアスポーツを応援」インフォマーシャル[要出典]
- 東武動物公園 ウィンターイルミネーション[要出典]

### 広告
- 駅前放置自転車クリーンキャンペーン 平成29年度イメージキャラクター[要出典]
- 四国電気保安協会 イメージキャラクター[要出典]
  - 「朗読(電気安全継続)」篇
  - 「電気を正しく使いましょ！」篇
  - 「調査員がお伺いします！」篇

### ミュージックビデオ
- the quiet room「東京」（2018年）[要出典]

### ラジオ
- TOMAS presents High School a Go Go !!（TBSラジオ）：準レギュラー[要出典]

### 雑誌
- Seventeen（集英社）：専属モデル（2018年3月号 - 2021年4月号）

### イベント
- 超十代 ‐ULTRA TEENS FES-（2018年3月27日）[要出典]